# Hoài Bắc, An Huy
Hoài Bắc (chữ Hán giản thể: 淮北市, bính âm: Sùzhōu Shì, Hán Việt: Hoài Bắc thị) là một địa cấp thị của tỉnh An Huy, Cộng hòa Nhân dân Trung Hoa. Địa cấp thị Hoài Bắc có diện tích 2725 km2, dân số 1,8 triệu người. Về mặt hành chính, địa cấp thị Hoài Bắc được chia thành các đơn vị hành chính gồm 3 quận và một huyện
- Quận:  Tương Sơn (相山区), Đỗ Tập (杜集区), Liệt Sơn (烈山区)
- Huyện:  Tuy Khê (濉溪县)